# 空飛ぶ豚

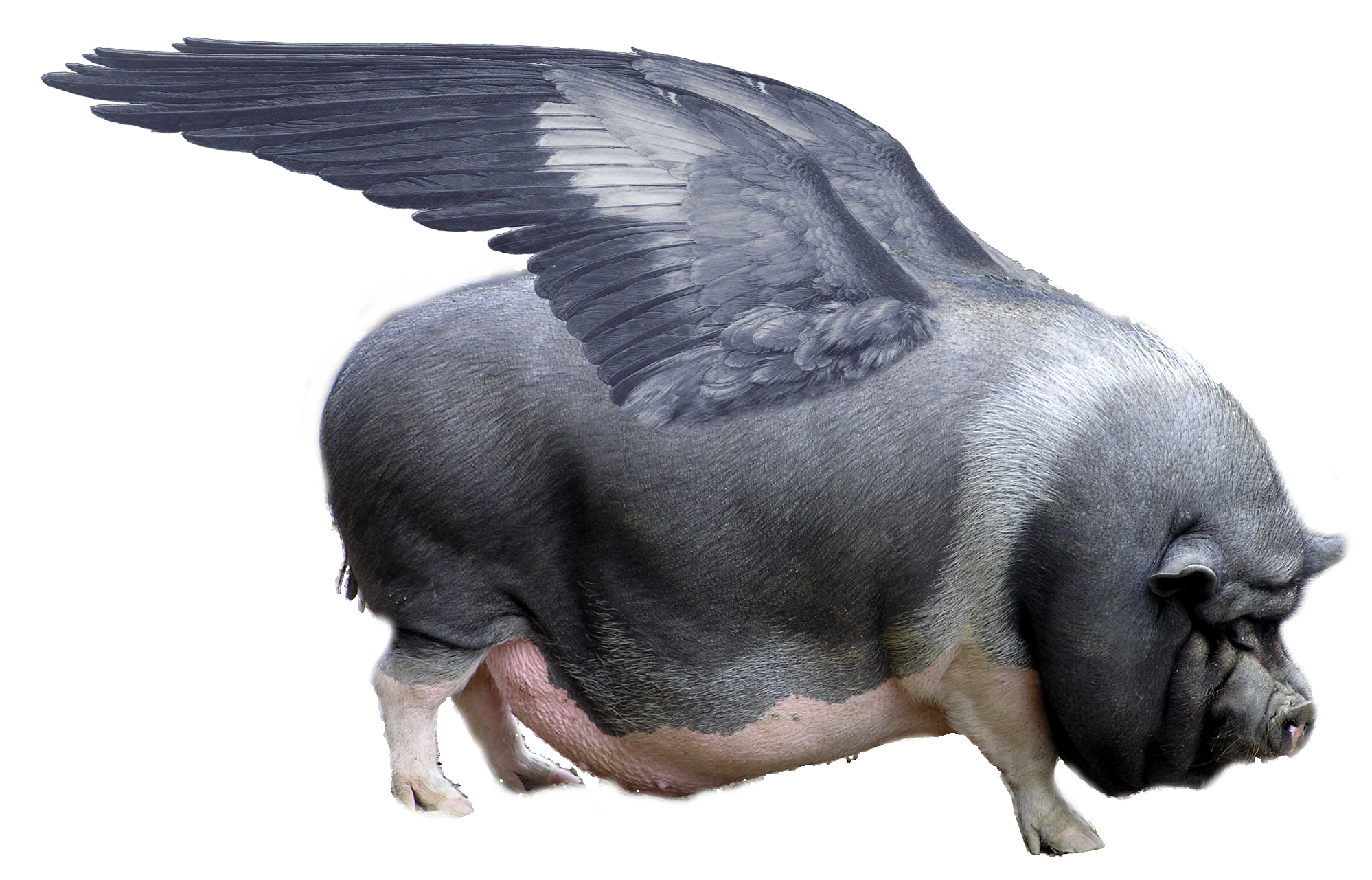
「空飛ぶ豚」の合成写真

空飛ぶ豚（そらとぶぶた）は英語では、現実にはまったくありえないことを示す修辞技法（アデュナトン）の慣用句である。
「飛べる豚」"pigs fly"、「豚が飛ぶ時には」"when pigs fly" 、「豚に翼がある時には」 "when pigs have wings" 、などと使われ､ある事柄が不可能であることを意味するのに使われる。
同様な意味をもつ慣用句には「地獄が凍ったときに」"when hell freezes over"とか「古ギリシア暦のついたちまでに」"to the Greek calends,"とか「尻から猿が出てきたら」"and monkeys might fly out of my butt"などがある。
古いスコットランドの話から来ているといわれているが、ルイス・キャロルの『不思議の国のアリス』の中にも現れている。 
"Thinking again?" the Duchess asked, with another dig of her sharp little chin.
"I've a right to think," said Alice sharply, for she was beginning to feel a little worried.
"Just about as much right," said the Duchess, "as pigs have to fly...." （第9章）

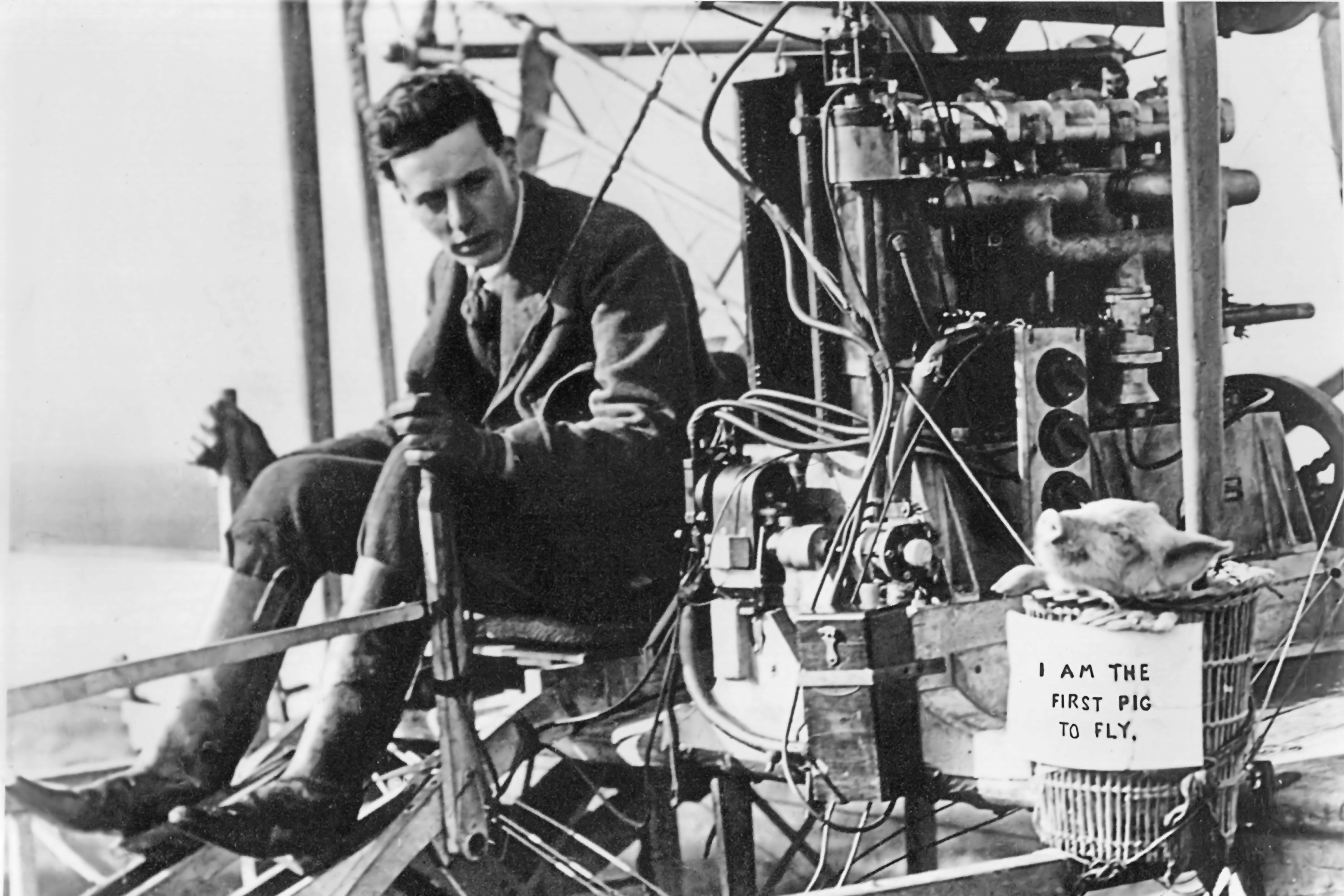
ブラバゾンと豚(右下）の初飛行

1909年11月4日にイギリスのパイロット、ジョン・ムーア＝ブラバゾンが「豚も飛べる」ことを証明するために、飛行機にくくりつけたバスケットに子豚をいれて飛行した。

## 他の国の同様の表現
- ドイツ語では "Wenn Schweine fliegen könnten!" （｢豚がとぶことができた時」）や"Wenn Schweine Flügel hätten, wäre alles möglich" (「豚に翼があるなら、何でも可能だ」）などが使われる。
- フィンランド語では "sitten kun lehmät lentävät" (「牛が飛ぶなら」)とか "jos lehmällä olisi siivet, se lentäisi" (「牛に翼があるなら、飛べるだろう」）などが使われる。
- フランス語でも"Quand les vaches auront des ailes" (「牛に翼があるなら」)も使われるが、最も一般的には"quand les poules auront des dents" (「鶏に歯があるなら」)が使われる。

ブラジル派遣軍のマーク

- ポルトガル語では、"quando a cobra fumar " （「蛇がタバコをすったら」）が、第二次世界大戦中に、ブラジル大統領ジェトゥリオ・ドルネレス・ヴァルガスがブラジル軍が決して戦争に参加しないこと表明するのに用いられた。その後に連合軍にブラジル軍が参加した時、部隊のマークにパイプを咥えたコブラのマークを採用した。
- ラテン語 cum mula peperit（ラバが子供を産んだ時）